# Mokele-mbembe

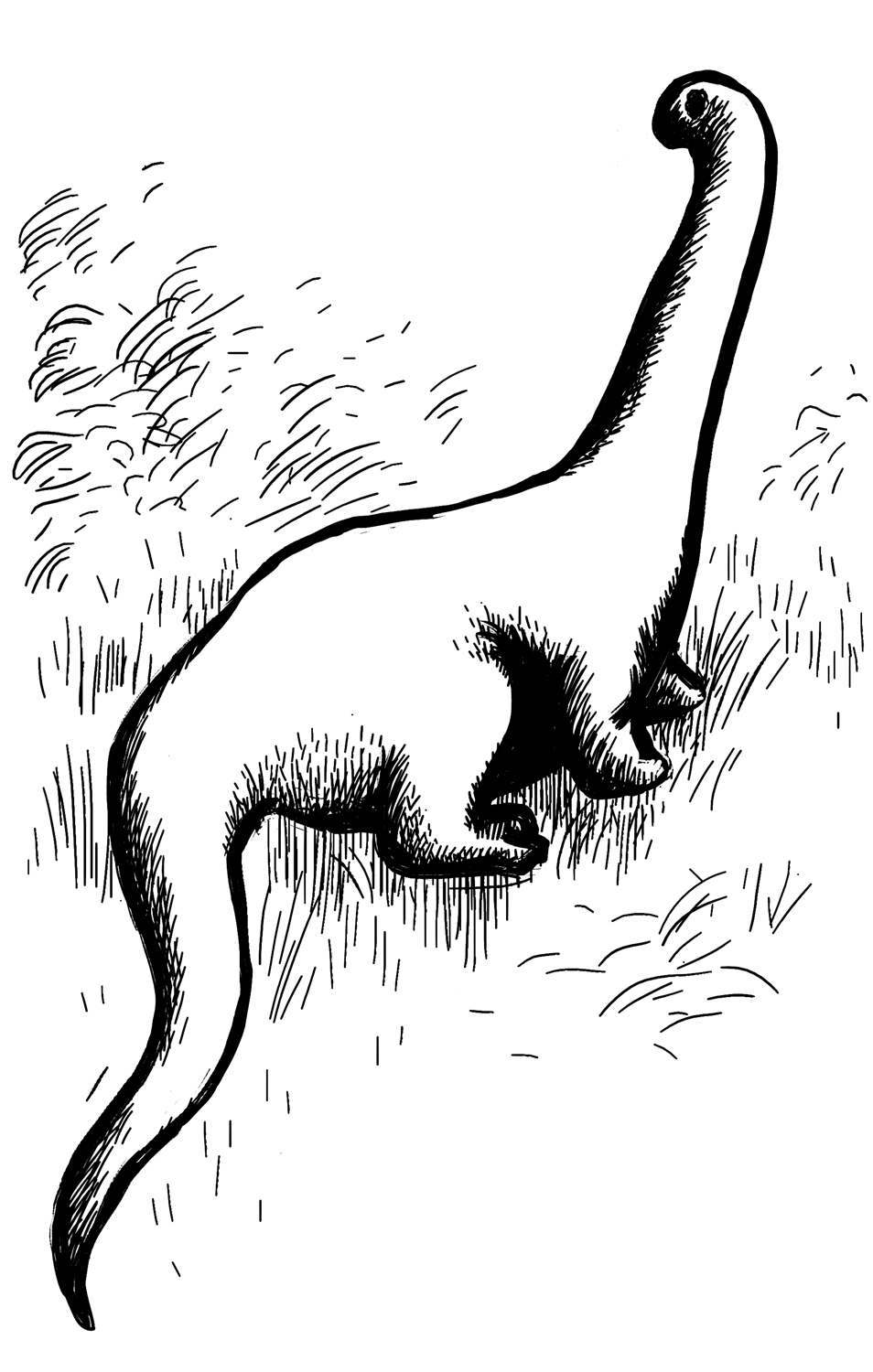
Mokele-mbembe

De mokele-mbembe (of mokèlé-mbèmbé), letterlijk "hij die de rivierstroming stopt" in het Lingala, is een cryptozoölogisch dier uit legenden en folklore in de moerassen van het stroomgebied van de Kongo in Afrika. Het wordt soms beschreven als een levend wezen, soms als een geest. Het wezen kan worden vergeleken met het monster van Loch Ness in de Westerse cultuur.

## Uiterlijk
De meeste ooggetuigen beweren dat de mokele-mbembe, roodbruin is en bedekt is met gepantserde schubben. Hij zou ongeveer 10 meter lang zijn en een zeer lange stevige nek hebben. Hij heeft pilaarachtige poten maar de mokele-mbembe zou zich vooral in het water voortbewegen.

## Legende
Volgens cryptozoölogische auteurs bestaat de legende al meer dan twee eeuwen. De pygmeeën zouden verhalen verteld hebben over wezens, half draak en half olifant die plots uit het water opdoken. De eerste gedrukte vermelding van de enorme schijfvormige sporen van een dergelijk wezen zou in 1776 in een verhaal over Franse missionarissen in West-Centraal-Afrika verschenen zijn. In de daaropvolgende twee eeuwen zouden missionarissen, koloniale autoriteiten, jagers, onderzoekers en inheemse bewoners met verbazingwekkend consistente beschrijvingen gekomen zijn van de dieren die verantwoordelijk werden verondersteld voor sporen van deze soort. Recente ooggetuigenverslagen zijn beperkt tot de moerassige en afgelegen Likouala streek van de Kongostroom.

## Expedities
Ieder jaar vertrekken er verschillende expedities naar het gebied om het bestaan van de mokele-mbembe te bewijzen. De inspanningen zijn beschreven in een aantal boeken en televisie-documentaires. Onder andere cryptozoöloog dr. Richard Greenwell ging naar het gebied. In 1980 en 1981 leidde Roy P. Mackal, bioloog van de Universiteit van Chicago, twee expedities naar het gebied. De eerste in gezelschap van herpetoloog James H. Powell Jr., die verhalen over de mokele-mbembe had gehoord tijdens onderzoek naar krokodillen in West-Centraal-Afrika. Geen van de expedities leidde tot het zien van de dieren, hoewel Mackal en zijn metgezellen een aantal lokale ooggetuigen hebben geïnterviewd. Gezegd werd dat de zeer gevreesde wezens in de moerassen en rivieren leefden. Een groep pygmeeën zou er een hebben gedood bij het Tele-meer rond 1959.
Hoewel de Mackalexpedities er niet in slaagden het vrijwel ontoegankelijke Tele te bereiken, maakte een concurrerende groep, geleid door de Amerikaanse ingenieur Herman Regusters, de reis met succes. In een periode van twee of drie weken beweerden hij en zijn vrouw Kia Van Dusen dat enorme dieren met een lange nek verscheidene malen in zicht kwamen, zowel in het water als in de moerassige gebieden rond het meer. De Congolese overheidsbioloog Marcellin Agagna, die had deelgenomen aan Mackals tweede expeditie, kwam daar aan in de lente van 1982 en rapporteerde een enkele verschijning. Zowel Regusters als Agagna zeiden dat camera-problemen hun pogingen tot het verkrijgen van bewijsmateriaal hadden verhinderd. Vier volgende expedities, een Engelse, twee Japanse en een Nederlandse (deze laatstgenoemde in 1986, georganiseerd door de Nederlandse bioloog Ronald Botterweg), leidden niet tot positief resultaat.